# Willi Huttig
Willi Huttig (Chodov, 28 marzo 1909 – Starnberg, 27 dicembre 2001) è stato un fotografo e alpinista tedesco, di origini cecoslovacche.

## Biografia
Figlio di Wilhelm Ernst e di sua moglie Anna Elisabeth Fritsch. Suo nonno, Wenzl Fritsch (1842-1916), fondò il primo studio fotografico nella regione nel 1884 e ne aprì altri nelle località vicine. Alla sua morte, gli succedette il figlio Willi Fritsch che spostò la sede principale a Chodov. Huttig rilevò l'attività dello zio nel 1932. L'atelier era affermato ed egli divenne un ritrattista richiesto per gli eventi sociali e civili della comunità cittadina: comunioni, matrimoni, documenti.
I buoni affari della sua azienda, coadiuvato dalla moglie Vera che gli faceva da assistente, e da alcuni dipendenti, verso la metà degli anni Trenta, consentirono a Huttig di dedicarsi all'altra sua grande passione: l'alpinismo. Sia con le foto della regione natale che con quelle realizzate in montagna prese parte a decine di concorsi fotografici vincendone molti.
La sua attività si interruppe con la seconda guerra mondiale quando dovette arruolarsi nell'esercizio tedesco come fotografo al seguito delle truppe. Chodov, sotto il regime nazista, era stato unito ai Sudeti e al termine del conflitto, essendo stato militare, fu cacciato dalla sua casa a causa dell'Espulsione dei tedeschi dall'Europa orientale, portandosi via solo due macchine fotografiche e alcuni archivi. Il resto rimase là e non sappiamo che fine abbia fatto. Nel 1947 si stabilì a Starnberg, sul lago omonimo, vicino a Monaco di Baviera, ai piedi delle Alpi, dove aprì uno studio fotografico.
Edward Steichen scelse una sua foto, dove un prete benedice una tomba nel corso di un funerale con i parenti, durante una nevicata, per la mostra The Family of Man che sarà allestita nel 1955 al Museum of Modern Art di New York e che nel corso degli anni successivi verrà ospitata in molte città del mondo. Dopo il trasferimento a Starnberg, oltre a fotografare il lago ed i suoi pescatori, capitò di seguire anche Elvis Presley che stava prestando il servizio militare a Friedberg. Dal 1980 la conduzione dello studio fotografico è passata al figlio Thomas, il quale ha ceduto gli archivi del padre alla città di Starnberg.